# Cambridgea annulata
Cambridgea annulata là một loài nhện trong họ Stiphidiidae.
Loài này thuộc chi Cambridgea. Cambridgea annulata được R. de Dalmas miêu tả năm 1917.